# تاك أكاشي
تاك أكاشي (باليابانية: 赤星 拓) (21 أبريل 1984 في فوكوكا في اليابان – )؛ هو لاعب كرة قدم ياباني سابق كان يلعب كحارس مرمى.

## وصلات خارجية
- تاك أكاشي على موقع رابطة كرة القدم اليابانية للمحترفين (اليابانية)
- تاك أكاشي على موقع قاعدة بيانات كرة القدم.إي يو (الإنجليزية)
- تاك أكاشي على موقع Soccerway.com (الإنجليزية)
- تاك أكاشي على موقع عالم كرة القدم.نت (الإنجليزية)
- تاك أكاشي على موقع كووورة